# يوليو 2011
يوليو 2011 هو الشهر السابع من عام 2011 بدأ يوم الجمعة، وأنتهى يوم الأحد، وأمتد لواحد وثلاثين يومًا.

## بوابة:أحداث جارية
| \| 3 يوليو 2011 (الأحد) \| عدل \| تاريخ \| راقب \| تصفح \| |     |       |      |      |
| - الجيش السوري ينشر قواته على مداخل مدينة حماة بعد يومين من أكبر تظاهرة تشهدها المدينة منذ اندلاع الاحتجاجات قبل 3 أشهر. (بي بي سي) - الحركة الشعبية لتحرير السودان تحذر من خطر اندلاع حرب أهلية من شرق السودان إلى غربه إذا ما رفضت الحكومة السودانية تنفيذ اتفاق وقف اطلاق النار في جنوب كردفان. (بي بي سي) |     |       |      |      |
| 3 يوليو 2011 (الأحد) | عدل | تاريخ | راقب | تصفح |

| \| 4 يوليو 2011 (الإثنين) \| عدل \| تاريخ \| راقب \| تصفح \| |     |       |      |      |
| - قوات الجيش السوري تقتحم منازل مدينة حماة، وآلاف المتظاهرين يخرجون إلى الشوارع لإعلان رفضهم التضييق على الاحتجاجات. (الجزيرة) - رئيس الوزراء اللبناني نجيب ميقاتي (في الصورة) يقول بأن المعارضة تتحجج بمطلب العدالة لتغطي خروجها من السلطة، ويتهمها بتضليل الرأي العام ومحاولة تأليبه على الحكومة الجديدة. (الجزيرة) |     |       |      |      |
| 4 يوليو 2011 (الإثنين) | عدل | تاريخ | راقب | تصفح |

| \| 6 يوليو 2011 (الأربعاء) \| عدل \| تاريخ \| راقب \| تصفح \| |     |       |      |      |
| - القوات التابعة للمعارضة الليبية تتقدم باتجاه العاصمة طرابلس على جبهتين. (رويترز) - وزارة الداخلية المصرية تعلن عن خرق طائرة حربية لحاجز الصوت فوق القاهرة مما أدى إلى سماع دوي هائل. (العربية) |     |       |      |      |
| 6 يوليو 2011 (الأربعاء) | عدل | تاريخ | راقب | تصفح |

| \| 7 يوليو 2011 (الخميس) \| عدل \| تاريخ \| راقب \| تصفح \| |     |       |      |      |
| - التلفزيون اليمني يبث كلمة مسجلة للرئيس علي عبد الله صالح (في الصورة) هي الأولى له منذ محاولة اغتياله في قصف القصر الرئاسي في صنعاء قبل أسابيع، وقد ظهر وعليه آثار المرض وعلاجات مكثفة في الوجه نتيجة الحروق التي أصابته، وتحدث في كلمته عن الشراكة مع المعارضة في إطار الدستور والقانون. (بي بي سي) - الحكومة اللبنانية برئاسة نجيب ميقاتي تنال ثقة مجلس النواب بأغلبية 68 صوتًا من أصل 128 نائبًا يتألف منهم مجلس النواب وانسحاب نواب المعارضة من جلسة الثقة. (بي بي سي) |     |       |      |      |
| 7 يوليو 2011 (الخميس) | عدل | تاريخ | راقب | تصفح |

| \| 8 يوليو 2011 (الجمعة) \| عدل \| تاريخ \| راقب \| تصفح \| |     |       |      |      |
| - مظاهرات كبيرة تعم سوريا في ما أسماه المتظاهرون بجمعة "لا للحوار"، وقد قدر عدد المتظاهرين في ساحة العاصي (في الصورة) بمدينة حماة وحدها بما يقارب النصف مليون متظاهر، ويتواجد سفير الولايات المتحدة في المدينة منذ ليلة الأمس وذلك لمتابعة التظاهرات بالمدينة، وهو مما دعى وزارة الخارجية إلى إتهام السفير بالتوجه إلى المدينة دون إذن مسبق والإلتقاء مع المخربين وحضهم على ممارسة العنف. (العربية) - إيجاد جثة إبراهيم قاشوش المعروف بين محبيه باسم "بلبل الثورة السورية" مرمية في نهر العاصي مقطوعة الرقبة بسكين ومستأصلة حنجرته ذلك بعد مشاركته في "جمعة إرحل" وغنائه لأناشيد طالبت برحيل النظام السوري. (العربية) - قطاع الجنوب في حزب المؤتمر الوطني الحاكم في السودان يعلن انفصاله عن الحزب الرئيسي وذلك غداة انفصال جنوب السودان يوم السبت، والحكومة السودانية تسقط الجنسية عن سكان الجنوب. (الجزيرة) |     |       |      |      |
| 8 يوليو 2011 (الجمعة) | عدل | تاريخ | راقب | تصفح |

| \| 9 يوليو 2011 (السبت) \| عدل \| تاريخ \| راقب \| تصفح \| |     |       |      |      |
| - الإعلان عن استقلال جنوب السودان عن السودان الموحد وسيلفا كير (في الصورة) يؤدي اليمين رئيسًا لها، ويأتي الاستقلال نتيجة تصويت سكان الجنوب في استفتاء تقرير المصير والذي أجري في الفترة من 9 إلى 15 يناير 2011. (بي بي سي) |     |       |      |      |
| 9 يوليو 2011 (السبت) | عدل | تاريخ | راقب | تصفح |

| \| 10 يوليو 2011 (الأحد) \| عدل \| تاريخ \| راقب \| تصفح \| |     |       |      |      |
| - انطلاق أعمال اللقاء التشاوري للحوار الوطني الشامل في سوريا وذلك في مسعى لتهدئة الاحتجاجات المناهضة لنظام الرئيس بشار الأسد والمستمرة منذ أشهر، وتقول الحكومة أنه يجمع بين ممثلين عن حزب البعث الحاكم وناشطين من المعارضة بينهم أكاديميون وممثلون للشباب، بينما أعلن عدد من شخصيات المعارضة مقاطعتهم للقاء مع استمرار الحملات الأمنية في عدة مناطق من البلاد. (بي بي سي) - الرئيس اليمني علي عبد الله صالح يلتقي في مقر إقامته بالرياض بمسؤول أمريكي رفيع في مكافحة الإرهاب الذي دعاه للتوقيع على اتفاق نقل السلطة في أسرع وقت ممكن. (بي بي سي) - تواصل الاعتصام في ميدان التحرير بوسط القاهرة (في الصورة) احتجاجًا على ما يعتبرونه تباطؤًا في وتيرة الإصلاحات في البلاد منذ الثورة التي أطاحت بنظام الرئيس السابق محمد حسني مبارك، وذلك على الرغم من قيام رئيس الوزراء عصام شرف بإلقاء كلمة أعلن فيها اتخاذ عدة إجراءات لاحتواء غضب منظمي التظاهرات. (بي بي سي) |     |       |      |      |
| 10 يوليو 2011 (الأحد) | عدل | تاريخ | راقب | تصفح |

| \| 13 يوليو 2011 (الأربعاء) \| عدل \| تاريخ \| راقب \| تصفح \| |     |       |      |      |
| - وزارة الداخلية المصرية تعلن عن أكبر حركة ترقيات وتنقلات في صفوف ضباط الشرطة في تاريخ الوزارة تتضمن إنهاء خدمة جميع الضباط المتورطين في قتل المتظاهرين أثناء ثورة 25 يناير. (العربية) - مجلس الأمن الدولي يوصي بقبول عضوية جنوب السودان في الأمم المتحدة وهو القرار الذي سيرفع إلى الجمعية العامة للتصويت عليه. (بي بي سي) |     |       |      |      |
| 13 يوليو 2011 (الأربعاء) | عدل | تاريخ | راقب | تصفح |

| \| 15 يوليو 2011 (الجمعة) \| عدل \| تاريخ \| راقب \| تصفح \| |     |       |      |      |
| - زهاء مليون سوري ينزلون إلى الشوارع للتظاهر ضد نظام الرئيس بشار الأسد في إطار "جمعة أسرى الحرية"، وحصيلة قتلى المظاهرات تتجاوز 13 قتيل. (العربية) - مئات المحتجين الأردنيين يخرجون بعد صلاة الجمعة للمطالبة بإصلاح النظام. (العربية) - آلاف المصريين يحتشدون في ميدان التحرير (في الصورة) بوسط القاهرة في اعتصام مستمر منذ أسبوع لنقل رسالة إلى المجلس الأعلى للقوات المسلحة الذي يدير شؤون البلاد مفادها أنه لم يلب مطالب إصلاح النظام. (رويترز) - وزيرة الخارجية الأمريكية هيلاري كلينتون تعلن اعتراف بلادها بالمجلس الوطني الانتقالي حكومةً شرعيةً لليبيا وإنها ستتعامل معه على هذا الأساس، وذلك في خطوة دبلوماسية مهمة قد تؤدي إلى الإفراج عن الأموال الليبية المجمدة. (رويترز) |     |       |      |      |
| 15 يوليو 2011 (الجمعة) | عدل | تاريخ | راقب | تصفح |

| \| 16 يوليو 2011 (السبت) \| عدل \| تاريخ \| راقب \| تصفح \|                                                                                                  |     |       |      |      |
| - مجلس شباب الثورة الشعبية في اليمن يعلن عن تشكيل مجلس رئاسي انتقالي مكون من 17 شخصية سياسية من مختلف الأطياف السياسية والحزبية في الداخل والخارج. (الجزيرة) |     |       |      |      |
| 16 يوليو 2011 (السبت) | عدل | تاريخ | راقب | تصفح |

| \| 18 يوليو 2011 (الإثنين) \| عدل \| تاريخ \| راقب \| تصفح \| |     |       |      |      |
| - ثلاثون قتيلا بحمص وحصار للبوكمال سوريا (الجزيرة) - ليبيا المعارضة "تُبعد" قوات القذافي عن البريقة. (بي بي سي) - سقوط أول قتيل في موجة أعمال شغب بتونس. (رويترز) |     |       |      |      |
| 18 يوليو 2011 (الإثنين) | عدل | تاريخ | راقب | تصفح |

| \| 19 يوليو 2011 (الثلاثاء) \| عدل \| تاريخ \| راقب \| تصفح \| |     |       |      |      |
| - سلاح البحرية الإسرائيلي يستولي على سفينة فرنسية كانت في رحلة نظمها ناشطون لكسر الحصار على غزة وتقتادها إلى ميناء أشدود. (بي بي سي) - المعارضة اليمنية تعلن أنها سشكل مجلسًا وطنيًا لقوى الثورة لقيادة الجهود الرامية للإطاحة بالرئيس علي عبد الله صالح. (رويترز) |     |       |      |      |
| 19 يوليو 2011 (الثلاثاء) | عدل | تاريخ | راقب | تصفح |

| \| 21 يوليو 2011 (الخميس) \| عدل \| تاريخ \| راقب \| تصفح \| |     |       |      |      |
| - رئيس الوزراء المصري عصام شرف (في الصورة) يعد في أول خطاب له بعد التعديل الوزاري بأن يعمل على تلبية مطالب المتظاهرين، ويؤكد أن أولويته هي تحقيق أهداف الثورة. (بي بي سي) - سقوط عدد من القتلى بنيران القوات السورية في حمص التي تعرضت أحياء فيها لقصف مدفعي عنيف دمر منازل بالتزامن مع حملات دهم واعتقالات، وسط استمرار خروج المزيد من المظاهرات المناهضة لنظام الرئيس بشار الأسد. (الجزيرة) - الأمم المتحدة تعلن أنها ستقيم جسرًا جويًا لنقل المساعدات إلى الصومال بعدما أعلنت أن المجاعة تنتشر بسرعة في جنوبي البلاد، وحركة الشباب المجاهدين تتهم المنظمات الدولية بتضخيم مسألة المجاعة في البلاد. (الجزيرة) - اكتشاف القمر الرابع للكوكب القزم بلوتو باستخدام صور لتلسكوب هبل التقطت قبل ثلاثة أسابيع. (بي بي سي) |     |       |      |      |
| 21 يوليو 2011 (الخميس) | عدل | تاريخ | راقب | تصفح |

| \| 22 يوليو 2011 (الجمعة) \| عدل \| تاريخ \| راقب \| تصفح \| |     |       |      |      |
| - أكثر من 1.2 مليون متظاهر في حماة ودير الزور ضد نظام بشار الأسد في جمعة أحفاد خالد بن الوليد. (العربية) - تفجير في العاصمة النرويجية أوسلو يستهدف مقر الحكومة ويودي بحياة 7 أشخاص، ومتطرف يميني نرويجي يطلق النار في مخيم في جزيرة أوتايا فيقتل 85 شخصا. (الجزيرة) |     |       |      |      |
| 22 يوليو 2011 (الجمعة) | عدل | تاريخ | راقب | تصفح |

| \| 23 يوليو 2011 (السبت) \| عدل \| تاريخ \| راقب \| تصفح \| |     |       |      |      |
| - إضراب واعتقالات في سوريا. (الجزيرة) - عشرات الجرحى بمواجهات بمصر. (الجزيرة) - الناتو يكثف غاراته على مدن ليبيا. (الجزيرة) - إيران:اغتيال عالم نووي في العاصمة طهران. (بي بي سي) |     |       |      |      |
| 23 يوليو 2011 (السبت) | عدل | تاريخ | راقب | تصفح |

| 24 يوليو 2011 (الأحد) | عدل | تاريخ | راقب | تصفح |

| 25 يوليو 2011 (الإثنين) | عدل | تاريخ | راقب | تصفح |

| 26 يوليو 2011 (الثلاثاء) | عدل | تاريخ | راقب | تصفح |

| 28 يوليو 2011 (الخميس) | عدل | تاريخ | راقب | تصفح |

| 30 يوليو 2011 (السبت) | عدل | تاريخ | راقب | تصفح |

| \| 31 يوليو 2011 (الأحد) \| عدل \| تاريخ \| راقب \| تصفح \| |     |       |      |      |
| - الجيش السوري يقتحم مدينة حماة بالدبابات وذلك بعد حصار لها دام شهرًا، وسقوط عدد من القتلى والجرحى. (بي بي سي) - وفاة عشرات الآلاف جراء مجاعة الصومال، وتقرير الأمم المتحدة يكشف أن 3.7 مليون صومالي باتوا بأمّس الحاجة للمساعدة. (الجزيرة) |     |       |      |      |
| 31 يوليو 2011 (الأحد) | عدل | تاريخ | راقب | تصفح |

| 31 يوليو 2011 (الأحد) | عدل | تاريخ | راقب | تصفح |

| أحداث جارية |
| --- |
| - أزمة الدين الحكومي اليوناني - جائحة فيروس كورونا 2019–20 - التدخل العسكري الروسي في أوكرانيا - التدخل العسكري الروسي في سوريا - الحرب الأهلية السورية - الهجوم على شمال غرب سوريا (2024) - الحرب الأهلية السودانية 2023 - عملية طوفان الأقصى - الحرب الفلسطينية الإسرائيلية (الخط الزمني) - صراع حزب الله وإسرائيل (2023–الآن) - - أزمة البحر الأحمر - الهجمات على القواعد الأمريكية في العراق وسوريا 2023 - الأزمة الإنسانية في غزة (2023 – الآن) تفاصيل أكثر النزاعات الجارية أدناه |

| وفيات حديثة |
| --- |
| - 18 مارس: قسطنطين رودريغيز - 18 مارس: عصام الدعاليس - 18 مارس: محمود أبو وطفة - 19 مارس: هيرنان غودوي - 19 مارس: أندريا ديليباشيتش - 19 مارس: كالسترات كوتسوف - 20 مارس: عثمان سيناف - 20 مارس: إدي أدكوك - 20 مارس: رالف مونرو - 20 مارس: إدي جوردان - 20 مارس: بات ميرفي (سياسي) - 20 مارس: نورمان كلارك - 21 مارس: فيرنون هاتون - 21 مارس: جورج فورمان - 22 مارس: بيل ميرسير - 22 مارس: جمال مناد - 23 مارس: خالد الجار الله - 23 مارس: أمين أبو حصيرة - 23 مارس: صلاح البردويل - 24 مارس: حسام شبات |

| نزاعات جارية |
| --- |
| - التدخل العسكري الدولي ضد تنظيم الدولة الإسلامية (داعش) - الكاميرون - الحرب الأهلية الكاميرونية - جمهورية إفريقيا الوسطى - حرب جمهورية إفريقيا الوسطى الأهلية (2012–الآن) - جمهورية الكونغو الديموقراطية - تمرد القوات الديمقراطية المتحالفة - صراع كيفو - الحرب الأهلية الأثيوبية (2018-حاليا) - صراع أمهرة [الإنجليزية] - موزمبيق - التمرد الإسلاموي في موزمبيق - نيجيريا - تمرد بوكو حرام - التمرد الإسلامي في الساحل - تمرد الجهاديين في بوركينا فاسو · حرب مالي - الحرب الأهلية الصومالية - الحرب في الصومال (2009–الآن) - السودان - الحرب الأهلية السودانية 2023 - النزاع في أفغانستان - النزاع بين طالبان والدولة الإسلامية في أفغانستان - صراع بنجشير - الهند - التمرد في جامو وكشمير - العصيان الماوي-الناكسالي - إندونيسيا - أزمة بابوا - الصراع الداخلي في ميانمار - الحرب الأهلية في ميانمار (2021-الحاضر) - باكستان - صراع بلوشستان - عصيان خيبر بختونخوا - الصراع الأهلي في الفلبين - التمرد الشيوعي في الفلبين - الحرب الروسية الأوكرانية - الغزو الروسي لأوكرانيا 2022 - صراع العراق (2003–الآن) - التمرد العراقي (2017–الآن) - صراع إسرائيل وغزة - الحرب الفلسطينية الإسرائيلية 2023 - هجمات الحوثيين على إسرائيل (2023 - 2024) - الحرب الأهلية السورية - التدخل الأجنبي في الحرب الأهلية السورية - تركيا - الولايات المتحدة - اليمن - الحرب الأهلية اليمنية (2014–الآن) - التدخل العسكري في اليمن |

| أيقونة بذرة | هذه بذرة مقالة عن تقويم بحاجة للتوسيع. فضلًا شارك في تحريرها. |

| 30 يوليو 2011 (السبت) | عدل | تاريخ | راقب | تصفح |

| \| 31 يوليو 2011 (الأحد) \| عدل \| تاريخ \| راقب \| تصفح \| |     |       |      |      |
| - الجيش السوري يقتحم مدينة حماة بالدبابات وذلك بعد حصار لها دام شهرًا، وسقوط عدد من القتلى والجرحى. (بي بي سي) - وفاة عشرات الآلاف جراء مجاعة الصومال، وتقرير الأمم المتحدة يكشف أن 3.7 مليون صومالي باتوا بأمّس الحاجة للمساعدة. (الجزيرة) |     |       |      |      |
| 31 يوليو 2011 (الأحد) | عدل | تاريخ | راقب | تصفح |

| 31 يوليو 2011 (الأحد) | عدل | تاريخ | راقب | تصفح |

| أحداث جارية |
| --- |
| - أزمة الدين الحكومي اليوناني - جائحة فيروس كورونا 2019–20 - التدخل العسكري الروسي في أوكرانيا - التدخل العسكري الروسي في سوريا - الحرب الأهلية السورية - الهجوم على شمال غرب سوريا (2024) - الحرب الأهلية السودانية 2023 - عملية طوفان الأقصى - الحرب الفلسطينية الإسرائيلية (الخط الزمني) - صراع حزب الله وإسرائيل (2023–الآن) - - أزمة البحر الأحمر - الهجمات على القواعد الأمريكية في العراق وسوريا 2023 - الأزمة الإنسانية في غزة (2023 – الآن) تفاصيل أكثر النزاعات الجارية أدناه |

| وفيات حديثة |
| --- |
| - 18 مارس: قسطنطين رودريغيز - 18 مارس: عصام الدعاليس - 18 مارس: محمود أبو وطفة - 19 مارس: هيرنان غودوي - 19 مارس: أندريا ديليباشيتش - 19 مارس: كالسترات كوتسوف - 20 مارس: عثمان سيناف - 20 مارس: إدي أدكوك - 20 مارس: رالف مونرو - 20 مارس: إدي جوردان - 20 مارس: بات ميرفي (سياسي) - 20 مارس: نورمان كلارك - 21 مارس: فيرنون هاتون - 21 مارس: جورج فورمان - 22 مارس: بيل ميرسير - 22 مارس: جمال مناد - 23 مارس: خالد الجار الله - 23 مارس: أمين أبو حصيرة - 23 مارس: صلاح البردويل - 24 مارس: حسام شبات |

| نزاعات جارية |
| --- |
| - التدخل العسكري الدولي ضد تنظيم الدولة الإسلامية (داعش) - الكاميرون - الحرب الأهلية الكاميرونية - جمهورية إفريقيا الوسطى - حرب جمهورية إفريقيا الوسطى الأهلية (2012–الآن) - جمهورية الكونغو الديموقراطية - تمرد القوات الديمقراطية المتحالفة - صراع كيفو - الحرب الأهلية الأثيوبية (2018-حاليا) - صراع أمهرة [الإنجليزية] - موزمبيق - التمرد الإسلاموي في موزمبيق - نيجيريا - تمرد بوكو حرام - التمرد الإسلامي في الساحل - تمرد الجهاديين في بوركينا فاسو · حرب مالي - الحرب الأهلية الصومالية - الحرب في الصومال (2009–الآن) - السودان - الحرب الأهلية السودانية 2023 - النزاع في أفغانستان - النزاع بين طالبان والدولة الإسلامية في أفغانستان - صراع بنجشير - الهند - التمرد في جامو وكشمير - العصيان الماوي-الناكسالي - إندونيسيا - أزمة بابوا - الصراع الداخلي في ميانمار - الحرب الأهلية في ميانمار (2021-الحاضر) - باكستان - صراع بلوشستان - عصيان خيبر بختونخوا - الصراع الأهلي في الفلبين - التمرد الشيوعي في الفلبين - الحرب الروسية الأوكرانية - الغزو الروسي لأوكرانيا 2022 - صراع العراق (2003–الآن) - التمرد العراقي (2017–الآن) - صراع إسرائيل وغزة - الحرب الفلسطينية الإسرائيلية 2023 - هجمات الحوثيين على إسرائيل (2023 - 2024) - الحرب الأهلية السورية - التدخل الأجنبي في الحرب الأهلية السورية - تركيا - الولايات المتحدة - اليمن - الحرب الأهلية اليمنية (2014–الآن) - التدخل العسكري في اليمن |

| أيقونة بذرة | هذه بذرة مقالة عن تقويم بحاجة للتوسيع. فضلًا شارك في تحريرها. |

| 28 يوليو 2011 (الخميس) | عدل | تاريخ | راقب | تصفح |

| 30 يوليو 2011 (السبت) | عدل | تاريخ | راقب | تصفح |

| \| 31 يوليو 2011 (الأحد) \| عدل \| تاريخ \| راقب \| تصفح \| |     |       |      |      |
| - الجيش السوري يقتحم مدينة حماة بالدبابات وذلك بعد حصار لها دام شهرًا، وسقوط عدد من القتلى والجرحى. (بي بي سي) - وفاة عشرات الآلاف جراء مجاعة الصومال، وتقرير الأمم المتحدة يكشف أن 3.7 مليون صومالي باتوا بأمّس الحاجة للمساعدة. (الجزيرة) |     |       |      |      |
| 31 يوليو 2011 (الأحد) | عدل | تاريخ | راقب | تصفح |

| 31 يوليو 2011 (الأحد) | عدل | تاريخ | راقب | تصفح |

| أحداث جارية |
| --- |
| - أزمة الدين الحكومي اليوناني - جائحة فيروس كورونا 2019–20 - التدخل العسكري الروسي في أوكرانيا - التدخل العسكري الروسي في سوريا - الحرب الأهلية السورية - الهجوم على شمال غرب سوريا (2024) - الحرب الأهلية السودانية 2023 - عملية طوفان الأقصى - الحرب الفلسطينية الإسرائيلية (الخط الزمني) - صراع حزب الله وإسرائيل (2023–الآن) - - أزمة البحر الأحمر - الهجمات على القواعد الأمريكية في العراق وسوريا 2023 - الأزمة الإنسانية في غزة (2023 – الآن) تفاصيل أكثر النزاعات الجارية أدناه |

| وفيات حديثة |
| --- |
| - 18 مارس: قسطنطين رودريغيز - 18 مارس: عصام الدعاليس - 18 مارس: محمود أبو وطفة - 19 مارس: هيرنان غودوي - 19 مارس: أندريا ديليباشيتش - 19 مارس: كالسترات كوتسوف - 20 مارس: عثمان سيناف - 20 مارس: إدي أدكوك - 20 مارس: رالف مونرو - 20 مارس: إدي جوردان - 20 مارس: بات ميرفي (سياسي) - 20 مارس: نورمان كلارك - 21 مارس: فيرنون هاتون - 21 مارس: جورج فورمان - 22 مارس: بيل ميرسير - 22 مارس: جمال مناد - 23 مارس: خالد الجار الله - 23 مارس: أمين أبو حصيرة - 23 مارس: صلاح البردويل - 24 مارس: حسام شبات |

| نزاعات جارية |
| --- |
| - التدخل العسكري الدولي ضد تنظيم الدولة الإسلامية (داعش) - الكاميرون - الحرب الأهلية الكاميرونية - جمهورية إفريقيا الوسطى - حرب جمهورية إفريقيا الوسطى الأهلية (2012–الآن) - جمهورية الكونغو الديموقراطية - تمرد القوات الديمقراطية المتحالفة - صراع كيفو - الحرب الأهلية الأثيوبية (2018-حاليا) - صراع أمهرة [الإنجليزية] - موزمبيق - التمرد الإسلاموي في موزمبيق - نيجيريا - تمرد بوكو حرام - التمرد الإسلامي في الساحل - تمرد الجهاديين في بوركينا فاسو · حرب مالي - الحرب الأهلية الصومالية - الحرب في الصومال (2009–الآن) - السودان - الحرب الأهلية السودانية 2023 - النزاع في أفغانستان - النزاع بين طالبان والدولة الإسلامية في أفغانستان - صراع بنجشير - الهند - التمرد في جامو وكشمير - العصيان الماوي-الناكسالي - إندونيسيا - أزمة بابوا - الصراع الداخلي في ميانمار - الحرب الأهلية في ميانمار (2021-الحاضر) - باكستان - صراع بلوشستان - عصيان خيبر بختونخوا - الصراع الأهلي في الفلبين - التمرد الشيوعي في الفلبين - الحرب الروسية الأوكرانية - الغزو الروسي لأوكرانيا 2022 - صراع العراق (2003–الآن) - التمرد العراقي (2017–الآن) - صراع إسرائيل وغزة - الحرب الفلسطينية الإسرائيلية 2023 - هجمات الحوثيين على إسرائيل (2023 - 2024) - الحرب الأهلية السورية - التدخل الأجنبي في الحرب الأهلية السورية - تركيا - الولايات المتحدة - اليمن - الحرب الأهلية اليمنية (2014–الآن) - التدخل العسكري في اليمن |

| أيقونة بذرة | هذه بذرة مقالة عن تقويم بحاجة للتوسيع. فضلًا شارك في تحريرها. |

| 30 يوليو 2011 (السبت) | عدل | تاريخ | راقب | تصفح |

| \| 31 يوليو 2011 (الأحد) \| عدل \| تاريخ \| راقب \| تصفح \| |     |       |      |      |
| - الجيش السوري يقتحم مدينة حماة بالدبابات وذلك بعد حصار لها دام شهرًا، وسقوط عدد من القتلى والجرحى. (بي بي سي) - وفاة عشرات الآلاف جراء مجاعة الصومال، وتقرير الأمم المتحدة يكشف أن 3.7 مليون صومالي باتوا بأمّس الحاجة للمساعدة. (الجزيرة) |     |       |      |      |
| 31 يوليو 2011 (الأحد) | عدل | تاريخ | راقب | تصفح |

| 31 يوليو 2011 (الأحد) | عدل | تاريخ | راقب | تصفح |

| أحداث جارية |
| --- |
| - أزمة الدين الحكومي اليوناني - جائحة فيروس كورونا 2019–20 - التدخل العسكري الروسي في أوكرانيا - التدخل العسكري الروسي في سوريا - الحرب الأهلية السورية - الهجوم على شمال غرب سوريا (2024) - الحرب الأهلية السودانية 2023 - عملية طوفان الأقصى - الحرب الفلسطينية الإسرائيلية (الخط الزمني) - صراع حزب الله وإسرائيل (2023–الآن) - - أزمة البحر الأحمر - الهجمات على القواعد الأمريكية في العراق وسوريا 2023 - الأزمة الإنسانية في غزة (2023 – الآن) تفاصيل أكثر النزاعات الجارية أدناه |

| وفيات حديثة |
| --- |
| - 18 مارس: قسطنطين رودريغيز - 18 مارس: عصام الدعاليس - 18 مارس: محمود أبو وطفة - 19 مارس: هيرنان غودوي - 19 مارس: أندريا ديليباشيتش - 19 مارس: كالسترات كوتسوف - 20 مارس: عثمان سيناف - 20 مارس: إدي أدكوك - 20 مارس: رالف مونرو - 20 مارس: إدي جوردان - 20 مارس: بات ميرفي (سياسي) - 20 مارس: نورمان كلارك - 21 مارس: فيرنون هاتون - 21 مارس: جورج فورمان - 22 مارس: بيل ميرسير - 22 مارس: جمال مناد - 23 مارس: خالد الجار الله - 23 مارس: أمين أبو حصيرة - 23 مارس: صلاح البردويل - 24 مارس: حسام شبات |

| نزاعات جارية |
| --- |
| - التدخل العسكري الدولي ضد تنظيم الدولة الإسلامية (داعش) - الكاميرون - الحرب الأهلية الكاميرونية - جمهورية إفريقيا الوسطى - حرب جمهورية إفريقيا الوسطى الأهلية (2012–الآن) - جمهورية الكونغو الديموقراطية - تمرد القوات الديمقراطية المتحالفة - صراع كيفو - الحرب الأهلية الأثيوبية (2018-حاليا) - صراع أمهرة [الإنجليزية] - موزمبيق - التمرد الإسلاموي في موزمبيق - نيجيريا - تمرد بوكو حرام - التمرد الإسلامي في الساحل - تمرد الجهاديين في بوركينا فاسو · حرب مالي - الحرب الأهلية الصومالية - الحرب في الصومال (2009–الآن) - السودان - الحرب الأهلية السودانية 2023 - النزاع في أفغانستان - النزاع بين طالبان والدولة الإسلامية في أفغانستان - صراع بنجشير - الهند - التمرد في جامو وكشمير - العصيان الماوي-الناكسالي - إندونيسيا - أزمة بابوا - الصراع الداخلي في ميانمار - الحرب الأهلية في ميانمار (2021-الحاضر) - باكستان - صراع بلوشستان - عصيان خيبر بختونخوا - الصراع الأهلي في الفلبين - التمرد الشيوعي في الفلبين - الحرب الروسية الأوكرانية - الغزو الروسي لأوكرانيا 2022 - صراع العراق (2003–الآن) - التمرد العراقي (2017–الآن) - صراع إسرائيل وغزة - الحرب الفلسطينية الإسرائيلية 2023 - هجمات الحوثيين على إسرائيل (2023 - 2024) - الحرب الأهلية السورية - التدخل الأجنبي في الحرب الأهلية السورية - تركيا - الولايات المتحدة - اليمن - الحرب الأهلية اليمنية (2014–الآن) - التدخل العسكري في اليمن |

| أيقونة بذرة | هذه بذرة مقالة عن تقويم بحاجة للتوسيع. فضلًا شارك في تحريرها. |

| 26 يوليو 2011 (الثلاثاء) | عدل | تاريخ | راقب | تصفح |

| 28 يوليو 2011 (الخميس) | عدل | تاريخ | راقب | تصفح |

| 30 يوليو 2011 (السبت) | عدل | تاريخ | راقب | تصفح |

| \| 31 يوليو 2011 (الأحد) \| عدل \| تاريخ \| راقب \| تصفح \| |     |       |      |      |
| - الجيش السوري يقتحم مدينة حماة بالدبابات وذلك بعد حصار لها دام شهرًا، وسقوط عدد من القتلى والجرحى. (بي بي سي) - وفاة عشرات الآلاف جراء مجاعة الصومال، وتقرير الأمم المتحدة يكشف أن 3.7 مليون صومالي باتوا بأمّس الحاجة للمساعدة. (الجزيرة) |     |       |      |      |
| 31 يوليو 2011 (الأحد) | عدل | تاريخ | راقب | تصفح |

| 31 يوليو 2011 (الأحد) | عدل | تاريخ | راقب | تصفح |

| أحداث جارية |
| --- |
| - أزمة الدين الحكومي اليوناني - جائحة فيروس كورونا 2019–20 - التدخل العسكري الروسي في أوكرانيا - التدخل العسكري الروسي في سوريا - الحرب الأهلية السورية - الهجوم على شمال غرب سوريا (2024) - الحرب الأهلية السودانية 2023 - عملية طوفان الأقصى - الحرب الفلسطينية الإسرائيلية (الخط الزمني) - صراع حزب الله وإسرائيل (2023–الآن) - - أزمة البحر الأحمر - الهجمات على القواعد الأمريكية في العراق وسوريا 2023 - الأزمة الإنسانية في غزة (2023 – الآن) تفاصيل أكثر النزاعات الجارية أدناه |

| وفيات حديثة |
| --- |
| - 18 مارس: قسطنطين رودريغيز - 18 مارس: عصام الدعاليس - 18 مارس: محمود أبو وطفة - 19 مارس: هيرنان غودوي - 19 مارس: أندريا ديليباشيتش - 19 مارس: كالسترات كوتسوف - 20 مارس: عثمان سيناف - 20 مارس: إدي أدكوك - 20 مارس: رالف مونرو - 20 مارس: إدي جوردان - 20 مارس: بات ميرفي (سياسي) - 20 مارس: نورمان كلارك - 21 مارس: فيرنون هاتون - 21 مارس: جورج فورمان - 22 مارس: بيل ميرسير - 22 مارس: جمال مناد - 23 مارس: خالد الجار الله - 23 مارس: أمين أبو حصيرة - 23 مارس: صلاح البردويل - 24 مارس: حسام شبات |

| نزاعات جارية |
| --- |
| - التدخل العسكري الدولي ضد تنظيم الدولة الإسلامية (داعش) - الكاميرون - الحرب الأهلية الكاميرونية - جمهورية إفريقيا الوسطى - حرب جمهورية إفريقيا الوسطى الأهلية (2012–الآن) - جمهورية الكونغو الديموقراطية - تمرد القوات الديمقراطية المتحالفة - صراع كيفو - الحرب الأهلية الأثيوبية (2018-حاليا) - صراع أمهرة [الإنجليزية] - موزمبيق - التمرد الإسلاموي في موزمبيق - نيجيريا - تمرد بوكو حرام - التمرد الإسلامي في الساحل - تمرد الجهاديين في بوركينا فاسو · حرب مالي - الحرب الأهلية الصومالية - الحرب في الصومال (2009–الآن) - السودان - الحرب الأهلية السودانية 2023 - النزاع في أفغانستان - النزاع بين طالبان والدولة الإسلامية في أفغانستان - صراع بنجشير - الهند - التمرد في جامو وكشمير - العصيان الماوي-الناكسالي - إندونيسيا - أزمة بابوا - الصراع الداخلي في ميانمار - الحرب الأهلية في ميانمار (2021-الحاضر) - باكستان - صراع بلوشستان - عصيان خيبر بختونخوا - الصراع الأهلي في الفلبين - التمرد الشيوعي في الفلبين - الحرب الروسية الأوكرانية - الغزو الروسي لأوكرانيا 2022 - صراع العراق (2003–الآن) - التمرد العراقي (2017–الآن) - صراع إسرائيل وغزة - الحرب الفلسطينية الإسرائيلية 2023 - هجمات الحوثيين على إسرائيل (2023 - 2024) - الحرب الأهلية السورية - التدخل الأجنبي في الحرب الأهلية السورية - تركيا - الولايات المتحدة - اليمن - الحرب الأهلية اليمنية (2014–الآن) - التدخل العسكري في اليمن |

| أيقونة بذرة | هذه بذرة مقالة عن تقويم بحاجة للتوسيع. فضلًا شارك في تحريرها. |

| 30 يوليو 2011 (السبت) | عدل | تاريخ | راقب | تصفح |

| \| 31 يوليو 2011 (الأحد) \| عدل \| تاريخ \| راقب \| تصفح \| |     |       |      |      |
| - الجيش السوري يقتحم مدينة حماة بالدبابات وذلك بعد حصار لها دام شهرًا، وسقوط عدد من القتلى والجرحى. (بي بي سي) - وفاة عشرات الآلاف جراء مجاعة الصومال، وتقرير الأمم المتحدة يكشف أن 3.7 مليون صومالي باتوا بأمّس الحاجة للمساعدة. (الجزيرة) |     |       |      |      |
| 31 يوليو 2011 (الأحد) | عدل | تاريخ | راقب | تصفح |

| 31 يوليو 2011 (الأحد) | عدل | تاريخ | راقب | تصفح |

| أحداث جارية |
| --- |
| - أزمة الدين الحكومي اليوناني - جائحة فيروس كورونا 2019–20 - التدخل العسكري الروسي في أوكرانيا - التدخل العسكري الروسي في سوريا - الحرب الأهلية السورية - الهجوم على شمال غرب سوريا (2024) - الحرب الأهلية السودانية 2023 - عملية طوفان الأقصى - الحرب الفلسطينية الإسرائيلية (الخط الزمني) - صراع حزب الله وإسرائيل (2023–الآن) - - أزمة البحر الأحمر - الهجمات على القواعد الأمريكية في العراق وسوريا 2023 - الأزمة الإنسانية في غزة (2023 – الآن) تفاصيل أكثر النزاعات الجارية أدناه |

| وفيات حديثة |
| --- |
| - 18 مارس: قسطنطين رودريغيز - 18 مارس: عصام الدعاليس - 18 مارس: محمود أبو وطفة - 19 مارس: هيرنان غودوي - 19 مارس: أندريا ديليباشيتش - 19 مارس: كالسترات كوتسوف - 20 مارس: عثمان سيناف - 20 مارس: إدي أدكوك - 20 مارس: رالف مونرو - 20 مارس: إدي جوردان - 20 مارس: بات ميرفي (سياسي) - 20 مارس: نورمان كلارك - 21 مارس: فيرنون هاتون - 21 مارس: جورج فورمان - 22 مارس: بيل ميرسير - 22 مارس: جمال مناد - 23 مارس: خالد الجار الله - 23 مارس: أمين أبو حصيرة - 23 مارس: صلاح البردويل - 24 مارس: حسام شبات |

| نزاعات جارية |
| --- |
| - التدخل العسكري الدولي ضد تنظيم الدولة الإسلامية (داعش) - الكاميرون - الحرب الأهلية الكاميرونية - جمهورية إفريقيا الوسطى - حرب جمهورية إفريقيا الوسطى الأهلية (2012–الآن) - جمهورية الكونغو الديموقراطية - تمرد القوات الديمقراطية المتحالفة - صراع كيفو - الحرب الأهلية الأثيوبية (2018-حاليا) - صراع أمهرة [الإنجليزية] - موزمبيق - التمرد الإسلاموي في موزمبيق - نيجيريا - تمرد بوكو حرام - التمرد الإسلامي في الساحل - تمرد الجهاديين في بوركينا فاسو · حرب مالي - الحرب الأهلية الصومالية - الحرب في الصومال (2009–الآن) - السودان - الحرب الأهلية السودانية 2023 - النزاع في أفغانستان - النزاع بين طالبان والدولة الإسلامية في أفغانستان - صراع بنجشير - الهند - التمرد في جامو وكشمير - العصيان الماوي-الناكسالي - إندونيسيا - أزمة بابوا - الصراع الداخلي في ميانمار - الحرب الأهلية في ميانمار (2021-الحاضر) - باكستان - صراع بلوشستان - عصيان خيبر بختونخوا - الصراع الأهلي في الفلبين - التمرد الشيوعي في الفلبين - الحرب الروسية الأوكرانية - الغزو الروسي لأوكرانيا 2022 - صراع العراق (2003–الآن) - التمرد العراقي (2017–الآن) - صراع إسرائيل وغزة - الحرب الفلسطينية الإسرائيلية 2023 - هجمات الحوثيين على إسرائيل (2023 - 2024) - الحرب الأهلية السورية - التدخل الأجنبي في الحرب الأهلية السورية - تركيا - الولايات المتحدة - اليمن - الحرب الأهلية اليمنية (2014–الآن) - التدخل العسكري في اليمن |

| أيقونة بذرة | هذه بذرة مقالة عن تقويم بحاجة للتوسيع. فضلًا شارك في تحريرها. |

| 28 يوليو 2011 (الخميس) | عدل | تاريخ | راقب | تصفح |

| 30 يوليو 2011 (السبت) | عدل | تاريخ | راقب | تصفح |

| \| 31 يوليو 2011 (الأحد) \| عدل \| تاريخ \| راقب \| تصفح \| |     |       |      |      |
| - الجيش السوري يقتحم مدينة حماة بالدبابات وذلك بعد حصار لها دام شهرًا، وسقوط عدد من القتلى والجرحى. (بي بي سي) - وفاة عشرات الآلاف جراء مجاعة الصومال، وتقرير الأمم المتحدة يكشف أن 3.7 مليون صومالي باتوا بأمّس الحاجة للمساعدة. (الجزيرة) |     |       |      |      |
| 31 يوليو 2011 (الأحد) | عدل | تاريخ | راقب | تصفح |

| 31 يوليو 2011 (الأحد) | عدل | تاريخ | راقب | تصفح |

| أحداث جارية |
| --- |
| - أزمة الدين الحكومي اليوناني - جائحة فيروس كورونا 2019–20 - التدخل العسكري الروسي في أوكرانيا - التدخل العسكري الروسي في سوريا - الحرب الأهلية السورية - الهجوم على شمال غرب سوريا (2024) - الحرب الأهلية السودانية 2023 - عملية طوفان الأقصى - الحرب الفلسطينية الإسرائيلية (الخط الزمني) - صراع حزب الله وإسرائيل (2023–الآن) - - أزمة البحر الأحمر - الهجمات على القواعد الأمريكية في العراق وسوريا 2023 - الأزمة الإنسانية في غزة (2023 – الآن) تفاصيل أكثر النزاعات الجارية أدناه |

| وفيات حديثة |
| --- |
| - 18 مارس: قسطنطين رودريغيز - 18 مارس: عصام الدعاليس - 18 مارس: محمود أبو وطفة - 19 مارس: هيرنان غودوي - 19 مارس: أندريا ديليباشيتش - 19 مارس: كالسترات كوتسوف - 20 مارس: عثمان سيناف - 20 مارس: إدي أدكوك - 20 مارس: رالف مونرو - 20 مارس: إدي جوردان - 20 مارس: بات ميرفي (سياسي) - 20 مارس: نورمان كلارك - 21 مارس: فيرنون هاتون - 21 مارس: جورج فورمان - 22 مارس: بيل ميرسير - 22 مارس: جمال مناد - 23 مارس: خالد الجار الله - 23 مارس: أمين أبو حصيرة - 23 مارس: صلاح البردويل - 24 مارس: حسام شبات |

| نزاعات جارية |
| --- |
| - التدخل العسكري الدولي ضد تنظيم الدولة الإسلامية (داعش) - الكاميرون - الحرب الأهلية الكاميرونية - جمهورية إفريقيا الوسطى - حرب جمهورية إفريقيا الوسطى الأهلية (2012–الآن) - جمهورية الكونغو الديموقراطية - تمرد القوات الديمقراطية المتحالفة - صراع كيفو - الحرب الأهلية الأثيوبية (2018-حاليا) - صراع أمهرة [الإنجليزية] - موزمبيق - التمرد الإسلاموي في موزمبيق - نيجيريا - تمرد بوكو حرام - التمرد الإسلامي في الساحل - تمرد الجهاديين في بوركينا فاسو · حرب مالي - الحرب الأهلية الصومالية - الحرب في الصومال (2009–الآن) - السودان - الحرب الأهلية السودانية 2023 - النزاع في أفغانستان - النزاع بين طالبان والدولة الإسلامية في أفغانستان - صراع بنجشير - الهند - التمرد في جامو وكشمير - العصيان الماوي-الناكسالي - إندونيسيا - أزمة بابوا - الصراع الداخلي في ميانمار - الحرب الأهلية في ميانمار (2021-الحاضر) - باكستان - صراع بلوشستان - عصيان خيبر بختونخوا - الصراع الأهلي في الفلبين - التمرد الشيوعي في الفلبين - الحرب الروسية الأوكرانية - الغزو الروسي لأوكرانيا 2022 - صراع العراق (2003–الآن) - التمرد العراقي (2017–الآن) - صراع إسرائيل وغزة - الحرب الفلسطينية الإسرائيلية 2023 - هجمات الحوثيين على إسرائيل (2023 - 2024) - الحرب الأهلية السورية - التدخل الأجنبي في الحرب الأهلية السورية - تركيا - الولايات المتحدة - اليمن - الحرب الأهلية اليمنية (2014–الآن) - التدخل العسكري في اليمن |

| أيقونة بذرة | هذه بذرة مقالة عن تقويم بحاجة للتوسيع. فضلًا شارك في تحريرها. |

| 30 يوليو 2011 (السبت) | عدل | تاريخ | راقب | تصفح |

| \| 31 يوليو 2011 (الأحد) \| عدل \| تاريخ \| راقب \| تصفح \| |     |       |      |      |
| - الجيش السوري يقتحم مدينة حماة بالدبابات وذلك بعد حصار لها دام شهرًا، وسقوط عدد من القتلى والجرحى. (بي بي سي) - وفاة عشرات الآلاف جراء مجاعة الصومال، وتقرير الأمم المتحدة يكشف أن 3.7 مليون صومالي باتوا بأمّس الحاجة للمساعدة. (الجزيرة) |     |       |      |      |
| 31 يوليو 2011 (الأحد) | عدل | تاريخ | راقب | تصفح |

| 31 يوليو 2011 (الأحد) | عدل | تاريخ | راقب | تصفح |

| أحداث جارية |
| --- |
| - أزمة الدين الحكومي اليوناني - جائحة فيروس كورونا 2019–20 - التدخل العسكري الروسي في أوكرانيا - التدخل العسكري الروسي في سوريا - الحرب الأهلية السورية - الهجوم على شمال غرب سوريا (2024) - الحرب الأهلية السودانية 2023 - عملية طوفان الأقصى - الحرب الفلسطينية الإسرائيلية (الخط الزمني) - صراع حزب الله وإسرائيل (2023–الآن) - - أزمة البحر الأحمر - الهجمات على القواعد الأمريكية في العراق وسوريا 2023 - الأزمة الإنسانية في غزة (2023 – الآن) تفاصيل أكثر النزاعات الجارية أدناه |

| وفيات حديثة |
| --- |
| - 18 مارس: قسطنطين رودريغيز - 18 مارس: عصام الدعاليس - 18 مارس: محمود أبو وطفة - 19 مارس: هيرنان غودوي - 19 مارس: أندريا ديليباشيتش - 19 مارس: كالسترات كوتسوف - 20 مارس: عثمان سيناف - 20 مارس: إدي أدكوك - 20 مارس: رالف مونرو - 20 مارس: إدي جوردان - 20 مارس: بات ميرفي (سياسي) - 20 مارس: نورمان كلارك - 21 مارس: فيرنون هاتون - 21 مارس: جورج فورمان - 22 مارس: بيل ميرسير - 22 مارس: جمال مناد - 23 مارس: خالد الجار الله - 23 مارس: أمين أبو حصيرة - 23 مارس: صلاح البردويل - 24 مارس: حسام شبات |

| نزاعات جارية |
| --- |
| - التدخل العسكري الدولي ضد تنظيم الدولة الإسلامية (داعش) - الكاميرون - الحرب الأهلية الكاميرونية - جمهورية إفريقيا الوسطى - حرب جمهورية إفريقيا الوسطى الأهلية (2012–الآن) - جمهورية الكونغو الديموقراطية - تمرد القوات الديمقراطية المتحالفة - صراع كيفو - الحرب الأهلية الأثيوبية (2018-حاليا) - صراع أمهرة [الإنجليزية] - موزمبيق - التمرد الإسلاموي في موزمبيق - نيجيريا - تمرد بوكو حرام - التمرد الإسلامي في الساحل - تمرد الجهاديين في بوركينا فاسو · حرب مالي - الحرب الأهلية الصومالية - الحرب في الصومال (2009–الآن) - السودان - الحرب الأهلية السودانية 2023 - النزاع في أفغانستان - النزاع بين طالبان والدولة الإسلامية في أفغانستان - صراع بنجشير - الهند - التمرد في جامو وكشمير - العصيان الماوي-الناكسالي - إندونيسيا - أزمة بابوا - الصراع الداخلي في ميانمار - الحرب الأهلية في ميانمار (2021-الحاضر) - باكستان - صراع بلوشستان - عصيان خيبر بختونخوا - الصراع الأهلي في الفلبين - التمرد الشيوعي في الفلبين - الحرب الروسية الأوكرانية - الغزو الروسي لأوكرانيا 2022 - صراع العراق (2003–الآن) - التمرد العراقي (2017–الآن) - صراع إسرائيل وغزة - الحرب الفلسطينية الإسرائيلية 2023 - هجمات الحوثيين على إسرائيل (2023 - 2024) - الحرب الأهلية السورية - التدخل الأجنبي في الحرب الأهلية السورية - تركيا - الولايات المتحدة - اليمن - الحرب الأهلية اليمنية (2014–الآن) - التدخل العسكري في اليمن |

| أيقونة بذرة | هذه بذرة مقالة عن تقويم بحاجة للتوسيع. فضلًا شارك في تحريرها. |

| 25 يوليو 2011 (الإثنين) | عدل | تاريخ | راقب | تصفح |

| 26 يوليو 2011 (الثلاثاء) | عدل | تاريخ | راقب | تصفح |

| 28 يوليو 2011 (الخميس) | عدل | تاريخ | راقب | تصفح |

| 30 يوليو 2011 (السبت) | عدل | تاريخ | راقب | تصفح |

| \| 31 يوليو 2011 (الأحد) \| عدل \| تاريخ \| راقب \| تصفح \| |     |       |      |      |
| - الجيش السوري يقتحم مدينة حماة بالدبابات وذلك بعد حصار لها دام شهرًا، وسقوط عدد من القتلى والجرحى. (بي بي سي) - وفاة عشرات الآلاف جراء مجاعة الصومال، وتقرير الأمم المتحدة يكشف أن 3.7 مليون صومالي باتوا بأمّس الحاجة للمساعدة. (الجزيرة) |     |       |      |      |
| 31 يوليو 2011 (الأحد) | عدل | تاريخ | راقب | تصفح |

| 31 يوليو 2011 (الأحد) | عدل | تاريخ | راقب | تصفح |

| أحداث جارية |
| --- |
| - أزمة الدين الحكومي اليوناني - جائحة فيروس كورونا 2019–20 - التدخل العسكري الروسي في أوكرانيا - التدخل العسكري الروسي في سوريا - الحرب الأهلية السورية - الهجوم على شمال غرب سوريا (2024) - الحرب الأهلية السودانية 2023 - عملية طوفان الأقصى - الحرب الفلسطينية الإسرائيلية (الخط الزمني) - صراع حزب الله وإسرائيل (2023–الآن) - - أزمة البحر الأحمر - الهجمات على القواعد الأمريكية في العراق وسوريا 2023 - الأزمة الإنسانية في غزة (2023 – الآن) تفاصيل أكثر النزاعات الجارية أدناه |

| وفيات حديثة |
| --- |
| - 18 مارس: قسطنطين رودريغيز - 18 مارس: عصام الدعاليس - 18 مارس: محمود أبو وطفة - 19 مارس: هيرنان غودوي - 19 مارس: أندريا ديليباشيتش - 19 مارس: كالسترات كوتسوف - 20 مارس: عثمان سيناف - 20 مارس: إدي أدكوك - 20 مارس: رالف مونرو - 20 مارس: إدي جوردان - 20 مارس: بات ميرفي (سياسي) - 20 مارس: نورمان كلارك - 21 مارس: فيرنون هاتون - 21 مارس: جورج فورمان - 22 مارس: بيل ميرسير - 22 مارس: جمال مناد - 23 مارس: خالد الجار الله - 23 مارس: أمين أبو حصيرة - 23 مارس: صلاح البردويل - 24 مارس: حسام شبات |

| نزاعات جارية |
| --- |
| - التدخل العسكري الدولي ضد تنظيم الدولة الإسلامية (داعش) - الكاميرون - الحرب الأهلية الكاميرونية - جمهورية إفريقيا الوسطى - حرب جمهورية إفريقيا الوسطى الأهلية (2012–الآن) - جمهورية الكونغو الديموقراطية - تمرد القوات الديمقراطية المتحالفة - صراع كيفو - الحرب الأهلية الأثيوبية (2018-حاليا) - صراع أمهرة [الإنجليزية] - موزمبيق - التمرد الإسلاموي في موزمبيق - نيجيريا - تمرد بوكو حرام - التمرد الإسلامي في الساحل - تمرد الجهاديين في بوركينا فاسو · حرب مالي - الحرب الأهلية الصومالية - الحرب في الصومال (2009–الآن) - السودان - الحرب الأهلية السودانية 2023 - النزاع في أفغانستان - النزاع بين طالبان والدولة الإسلامية في أفغانستان - صراع بنجشير - الهند - التمرد في جامو وكشمير - العصيان الماوي-الناكسالي - إندونيسيا - أزمة بابوا - الصراع الداخلي في ميانمار - الحرب الأهلية في ميانمار (2021-الحاضر) - باكستان - صراع بلوشستان - عصيان خيبر بختونخوا - الصراع الأهلي في الفلبين - التمرد الشيوعي في الفلبين - الحرب الروسية الأوكرانية - الغزو الروسي لأوكرانيا 2022 - صراع العراق (2003–الآن) - التمرد العراقي (2017–الآن) - صراع إسرائيل وغزة - الحرب الفلسطينية الإسرائيلية 2023 - هجمات الحوثيين على إسرائيل (2023 - 2024) - الحرب الأهلية السورية - التدخل الأجنبي في الحرب الأهلية السورية - تركيا - الولايات المتحدة - اليمن - الحرب الأهلية اليمنية (2014–الآن) - التدخل العسكري في اليمن |

| أيقونة بذرة | هذه بذرة مقالة عن تقويم بحاجة للتوسيع. فضلًا شارك في تحريرها. |

| 30 يوليو 2011 (السبت) | عدل | تاريخ | راقب | تصفح |

| \| 31 يوليو 2011 (الأحد) \| عدل \| تاريخ \| راقب \| تصفح \| |     |       |      |      |
| - الجيش السوري يقتحم مدينة حماة بالدبابات وذلك بعد حصار لها دام شهرًا، وسقوط عدد من القتلى والجرحى. (بي بي سي) - وفاة عشرات الآلاف جراء مجاعة الصومال، وتقرير الأمم المتحدة يكشف أن 3.7 مليون صومالي باتوا بأمّس الحاجة للمساعدة. (الجزيرة) |     |       |      |      |
| 31 يوليو 2011 (الأحد) | عدل | تاريخ | راقب | تصفح |

| 31 يوليو 2011 (الأحد) | عدل | تاريخ | راقب | تصفح |

| أحداث جارية |
| --- |
| - أزمة الدين الحكومي اليوناني - جائحة فيروس كورونا 2019–20 - التدخل العسكري الروسي في أوكرانيا - التدخل العسكري الروسي في سوريا - الحرب الأهلية السورية - الهجوم على شمال غرب سوريا (2024) - الحرب الأهلية السودانية 2023 - عملية طوفان الأقصى - الحرب الفلسطينية الإسرائيلية (الخط الزمني) - صراع حزب الله وإسرائيل (2023–الآن) - - أزمة البحر الأحمر - الهجمات على القواعد الأمريكية في العراق وسوريا 2023 - الأزمة الإنسانية في غزة (2023 – الآن) تفاصيل أكثر النزاعات الجارية أدناه |

| وفيات حديثة |
| --- |
| - 18 مارس: قسطنطين رودريغيز - 18 مارس: عصام الدعاليس - 18 مارس: محمود أبو وطفة - 19 مارس: هيرنان غودوي - 19 مارس: أندريا ديليباشيتش - 19 مارس: كالسترات كوتسوف - 20 مارس: عثمان سيناف - 20 مارس: إدي أدكوك - 20 مارس: رالف مونرو - 20 مارس: إدي جوردان - 20 مارس: بات ميرفي (سياسي) - 20 مارس: نورمان كلارك - 21 مارس: فيرنون هاتون - 21 مارس: جورج فورمان - 22 مارس: بيل ميرسير - 22 مارس: جمال مناد - 23 مارس: خالد الجار الله - 23 مارس: أمين أبو حصيرة - 23 مارس: صلاح البردويل - 24 مارس: حسام شبات |

| نزاعات جارية |
| --- |
| - التدخل العسكري الدولي ضد تنظيم الدولة الإسلامية (داعش) - الكاميرون - الحرب الأهلية الكاميرونية - جمهورية إفريقيا الوسطى - حرب جمهورية إفريقيا الوسطى الأهلية (2012–الآن) - جمهورية الكونغو الديموقراطية - تمرد القوات الديمقراطية المتحالفة - صراع كيفو - الحرب الأهلية الأثيوبية (2018-حاليا) - صراع أمهرة [الإنجليزية] - موزمبيق - التمرد الإسلاموي في موزمبيق - نيجيريا - تمرد بوكو حرام - التمرد الإسلامي في الساحل - تمرد الجهاديين في بوركينا فاسو · حرب مالي - الحرب الأهلية الصومالية - الحرب في الصومال (2009–الآن) - السودان - الحرب الأهلية السودانية 2023 - النزاع في أفغانستان - النزاع بين طالبان والدولة الإسلامية في أفغانستان - صراع بنجشير - الهند - التمرد في جامو وكشمير - العصيان الماوي-الناكسالي - إندونيسيا - أزمة بابوا - الصراع الداخلي في ميانمار - الحرب الأهلية في ميانمار (2021-الحاضر) - باكستان - صراع بلوشستان - عصيان خيبر بختونخوا - الصراع الأهلي في الفلبين - التمرد الشيوعي في الفلبين - الحرب الروسية الأوكرانية - الغزو الروسي لأوكرانيا 2022 - صراع العراق (2003–الآن) - التمرد العراقي (2017–الآن) - صراع إسرائيل وغزة - الحرب الفلسطينية الإسرائيلية 2023 - هجمات الحوثيين على إسرائيل (2023 - 2024) - الحرب الأهلية السورية - التدخل الأجنبي في الحرب الأهلية السورية - تركيا - الولايات المتحدة - اليمن - الحرب الأهلية اليمنية (2014–الآن) - التدخل العسكري في اليمن |

| أيقونة بذرة | هذه بذرة مقالة عن تقويم بحاجة للتوسيع. فضلًا شارك في تحريرها. |

| 28 يوليو 2011 (الخميس) | عدل | تاريخ | راقب | تصفح |

| 30 يوليو 2011 (السبت) | عدل | تاريخ | راقب | تصفح |

| \| 31 يوليو 2011 (الأحد) \| عدل \| تاريخ \| راقب \| تصفح \| |     |       |      |      |
| - الجيش السوري يقتحم مدينة حماة بالدبابات وذلك بعد حصار لها دام شهرًا، وسقوط عدد من القتلى والجرحى. (بي بي سي) - وفاة عشرات الآلاف جراء مجاعة الصومال، وتقرير الأمم المتحدة يكشف أن 3.7 مليون صومالي باتوا بأمّس الحاجة للمساعدة. (الجزيرة) |     |       |      |      |
| 31 يوليو 2011 (الأحد) | عدل | تاريخ | راقب | تصفح |

| 31 يوليو 2011 (الأحد) | عدل | تاريخ | راقب | تصفح |

| أحداث جارية |
| --- |
| - أزمة الدين الحكومي اليوناني - جائحة فيروس كورونا 2019–20 - التدخل العسكري الروسي في أوكرانيا - التدخل العسكري الروسي في سوريا - الحرب الأهلية السورية - الهجوم على شمال غرب سوريا (2024) - الحرب الأهلية السودانية 2023 - عملية طوفان الأقصى - الحرب الفلسطينية الإسرائيلية (الخط الزمني) - صراع حزب الله وإسرائيل (2023–الآن) - - أزمة البحر الأحمر - الهجمات على القواعد الأمريكية في العراق وسوريا 2023 - الأزمة الإنسانية في غزة (2023 – الآن) تفاصيل أكثر النزاعات الجارية أدناه |

| وفيات حديثة |
| --- |
| - 18 مارس: قسطنطين رودريغيز - 18 مارس: عصام الدعاليس - 18 مارس: محمود أبو وطفة - 19 مارس: هيرنان غودوي - 19 مارس: أندريا ديليباشيتش - 19 مارس: كالسترات كوتسوف - 20 مارس: عثمان سيناف - 20 مارس: إدي أدكوك - 20 مارس: رالف مونرو - 20 مارس: إدي جوردان - 20 مارس: بات ميرفي (سياسي) - 20 مارس: نورمان كلارك - 21 مارس: فيرنون هاتون - 21 مارس: جورج فورمان - 22 مارس: بيل ميرسير - 22 مارس: جمال مناد - 23 مارس: خالد الجار الله - 23 مارس: أمين أبو حصيرة - 23 مارس: صلاح البردويل - 24 مارس: حسام شبات |

| نزاعات جارية |
| --- |
| - التدخل العسكري الدولي ضد تنظيم الدولة الإسلامية (داعش) - الكاميرون - الحرب الأهلية الكاميرونية - جمهورية إفريقيا الوسطى - حرب جمهورية إفريقيا الوسطى الأهلية (2012–الآن) - جمهورية الكونغو الديموقراطية - تمرد القوات الديمقراطية المتحالفة - صراع كيفو - الحرب الأهلية الأثيوبية (2018-حاليا) - صراع أمهرة [الإنجليزية] - موزمبيق - التمرد الإسلاموي في موزمبيق - نيجيريا - تمرد بوكو حرام - التمرد الإسلامي في الساحل - تمرد الجهاديين في بوركينا فاسو · حرب مالي - الحرب الأهلية الصومالية - الحرب في الصومال (2009–الآن) - السودان - الحرب الأهلية السودانية 2023 - النزاع في أفغانستان - النزاع بين طالبان والدولة الإسلامية في أفغانستان - صراع بنجشير - الهند - التمرد في جامو وكشمير - العصيان الماوي-الناكسالي - إندونيسيا - أزمة بابوا - الصراع الداخلي في ميانمار - الحرب الأهلية في ميانمار (2021-الحاضر) - باكستان - صراع بلوشستان - عصيان خيبر بختونخوا - الصراع الأهلي في الفلبين - التمرد الشيوعي في الفلبين - الحرب الروسية الأوكرانية - الغزو الروسي لأوكرانيا 2022 - صراع العراق (2003–الآن) - التمرد العراقي (2017–الآن) - صراع إسرائيل وغزة - الحرب الفلسطينية الإسرائيلية 2023 - هجمات الحوثيين على إسرائيل (2023 - 2024) - الحرب الأهلية السورية - التدخل الأجنبي في الحرب الأهلية السورية - تركيا - الولايات المتحدة - اليمن - الحرب الأهلية اليمنية (2014–الآن) - التدخل العسكري في اليمن |

| أيقونة بذرة | هذه بذرة مقالة عن تقويم بحاجة للتوسيع. فضلًا شارك في تحريرها. |

| 30 يوليو 2011 (السبت) | عدل | تاريخ | راقب | تصفح |

| \| 31 يوليو 2011 (الأحد) \| عدل \| تاريخ \| راقب \| تصفح \| |     |       |      |      |
| - الجيش السوري يقتحم مدينة حماة بالدبابات وذلك بعد حصار لها دام شهرًا، وسقوط عدد من القتلى والجرحى. (بي بي سي) - وفاة عشرات الآلاف جراء مجاعة الصومال، وتقرير الأمم المتحدة يكشف أن 3.7 مليون صومالي باتوا بأمّس الحاجة للمساعدة. (الجزيرة) |     |       |      |      |
| 31 يوليو 2011 (الأحد) | عدل | تاريخ | راقب | تصفح |

| 31 يوليو 2011 (الأحد) | عدل | تاريخ | راقب | تصفح |

| أحداث جارية |
| --- |
| - أزمة الدين الحكومي اليوناني - جائحة فيروس كورونا 2019–20 - التدخل العسكري الروسي في أوكرانيا - التدخل العسكري الروسي في سوريا - الحرب الأهلية السورية - الهجوم على شمال غرب سوريا (2024) - الحرب الأهلية السودانية 2023 - عملية طوفان الأقصى - الحرب الفلسطينية الإسرائيلية (الخط الزمني) - صراع حزب الله وإسرائيل (2023–الآن) - - أزمة البحر الأحمر - الهجمات على القواعد الأمريكية في العراق وسوريا 2023 - الأزمة الإنسانية في غزة (2023 – الآن) تفاصيل أكثر النزاعات الجارية أدناه |

| وفيات حديثة |
| --- |
| - 18 مارس: قسطنطين رودريغيز - 18 مارس: عصام الدعاليس - 18 مارس: محمود أبو وطفة - 19 مارس: هيرنان غودوي - 19 مارس: أندريا ديليباشيتش - 19 مارس: كالسترات كوتسوف - 20 مارس: عثمان سيناف - 20 مارس: إدي أدكوك - 20 مارس: رالف مونرو - 20 مارس: إدي جوردان - 20 مارس: بات ميرفي (سياسي) - 20 مارس: نورمان كلارك - 21 مارس: فيرنون هاتون - 21 مارس: جورج فورمان - 22 مارس: بيل ميرسير - 22 مارس: جمال مناد - 23 مارس: خالد الجار الله - 23 مارس: أمين أبو حصيرة - 23 مارس: صلاح البردويل - 24 مارس: حسام شبات |

| نزاعات جارية |
| --- |
| - التدخل العسكري الدولي ضد تنظيم الدولة الإسلامية (داعش) - الكاميرون - الحرب الأهلية الكاميرونية - جمهورية إفريقيا الوسطى - حرب جمهورية إفريقيا الوسطى الأهلية (2012–الآن) - جمهورية الكونغو الديموقراطية - تمرد القوات الديمقراطية المتحالفة - صراع كيفو - الحرب الأهلية الأثيوبية (2018-حاليا) - صراع أمهرة [الإنجليزية] - موزمبيق - التمرد الإسلاموي في موزمبيق - نيجيريا - تمرد بوكو حرام - التمرد الإسلامي في الساحل - تمرد الجهاديين في بوركينا فاسو · حرب مالي - الحرب الأهلية الصومالية - الحرب في الصومال (2009–الآن) - السودان - الحرب الأهلية السودانية 2023 - النزاع في أفغانستان - النزاع بين طالبان والدولة الإسلامية في أفغانستان - صراع بنجشير - الهند - التمرد في جامو وكشمير - العصيان الماوي-الناكسالي - إندونيسيا - أزمة بابوا - الصراع الداخلي في ميانمار - الحرب الأهلية في ميانمار (2021-الحاضر) - باكستان - صراع بلوشستان - عصيان خيبر بختونخوا - الصراع الأهلي في الفلبين - التمرد الشيوعي في الفلبين - الحرب الروسية الأوكرانية - الغزو الروسي لأوكرانيا 2022 - صراع العراق (2003–الآن) - التمرد العراقي (2017–الآن) - صراع إسرائيل وغزة - الحرب الفلسطينية الإسرائيلية 2023 - هجمات الحوثيين على إسرائيل (2023 - 2024) - الحرب الأهلية السورية - التدخل الأجنبي في الحرب الأهلية السورية - تركيا - الولايات المتحدة - اليمن - الحرب الأهلية اليمنية (2014–الآن) - التدخل العسكري في اليمن |

| أيقونة بذرة | هذه بذرة مقالة عن تقويم بحاجة للتوسيع. فضلًا شارك في تحريرها. |

| 26 يوليو 2011 (الثلاثاء) | عدل | تاريخ | راقب | تصفح |

| 28 يوليو 2011 (الخميس) | عدل | تاريخ | راقب | تصفح |

| 30 يوليو 2011 (السبت) | عدل | تاريخ | راقب | تصفح |

| \| 31 يوليو 2011 (الأحد) \| عدل \| تاريخ \| راقب \| تصفح \| |     |       |      |      |
| - الجيش السوري يقتحم مدينة حماة بالدبابات وذلك بعد حصار لها دام شهرًا، وسقوط عدد من القتلى والجرحى. (بي بي سي) - وفاة عشرات الآلاف جراء مجاعة الصومال، وتقرير الأمم المتحدة يكشف أن 3.7 مليون صومالي باتوا بأمّس الحاجة للمساعدة. (الجزيرة) |     |       |      |      |
| 31 يوليو 2011 (الأحد) | عدل | تاريخ | راقب | تصفح |

| 31 يوليو 2011 (الأحد) | عدل | تاريخ | راقب | تصفح |

| أحداث جارية |
| --- |
| - أزمة الدين الحكومي اليوناني - جائحة فيروس كورونا 2019–20 - التدخل العسكري الروسي في أوكرانيا - التدخل العسكري الروسي في سوريا - الحرب الأهلية السورية - الهجوم على شمال غرب سوريا (2024) - الحرب الأهلية السودانية 2023 - عملية طوفان الأقصى - الحرب الفلسطينية الإسرائيلية (الخط الزمني) - صراع حزب الله وإسرائيل (2023–الآن) - - أزمة البحر الأحمر - الهجمات على القواعد الأمريكية في العراق وسوريا 2023 - الأزمة الإنسانية في غزة (2023 – الآن) تفاصيل أكثر النزاعات الجارية أدناه |

| وفيات حديثة |
| --- |
| - 18 مارس: قسطنطين رودريغيز - 18 مارس: عصام الدعاليس - 18 مارس: محمود أبو وطفة - 19 مارس: هيرنان غودوي - 19 مارس: أندريا ديليباشيتش - 19 مارس: كالسترات كوتسوف - 20 مارس: عثمان سيناف - 20 مارس: إدي أدكوك - 20 مارس: رالف مونرو - 20 مارس: إدي جوردان - 20 مارس: بات ميرفي (سياسي) - 20 مارس: نورمان كلارك - 21 مارس: فيرنون هاتون - 21 مارس: جورج فورمان - 22 مارس: بيل ميرسير - 22 مارس: جمال مناد - 23 مارس: خالد الجار الله - 23 مارس: أمين أبو حصيرة - 23 مارس: صلاح البردويل - 24 مارس: حسام شبات |

| نزاعات جارية |
| --- |
| - التدخل العسكري الدولي ضد تنظيم الدولة الإسلامية (داعش) - الكاميرون - الحرب الأهلية الكاميرونية - جمهورية إفريقيا الوسطى - حرب جمهورية إفريقيا الوسطى الأهلية (2012–الآن) - جمهورية الكونغو الديموقراطية - تمرد القوات الديمقراطية المتحالفة - صراع كيفو - الحرب الأهلية الأثيوبية (2018-حاليا) - صراع أمهرة [الإنجليزية] - موزمبيق - التمرد الإسلاموي في موزمبيق - نيجيريا - تمرد بوكو حرام - التمرد الإسلامي في الساحل - تمرد الجهاديين في بوركينا فاسو · حرب مالي - الحرب الأهلية الصومالية - الحرب في الصومال (2009–الآن) - السودان - الحرب الأهلية السودانية 2023 - النزاع في أفغانستان - النزاع بين طالبان والدولة الإسلامية في أفغانستان - صراع بنجشير - الهند - التمرد في جامو وكشمير - العصيان الماوي-الناكسالي - إندونيسيا - أزمة بابوا - الصراع الداخلي في ميانمار - الحرب الأهلية في ميانمار (2021-الحاضر) - باكستان - صراع بلوشستان - عصيان خيبر بختونخوا - الصراع الأهلي في الفلبين - التمرد الشيوعي في الفلبين - الحرب الروسية الأوكرانية - الغزو الروسي لأوكرانيا 2022 - صراع العراق (2003–الآن) - التمرد العراقي (2017–الآن) - صراع إسرائيل وغزة - الحرب الفلسطينية الإسرائيلية 2023 - هجمات الحوثيين على إسرائيل (2023 - 2024) - الحرب الأهلية السورية - التدخل الأجنبي في الحرب الأهلية السورية - تركيا - الولايات المتحدة - اليمن - الحرب الأهلية اليمنية (2014–الآن) - التدخل العسكري في اليمن |

| أيقونة بذرة | هذه بذرة مقالة عن تقويم بحاجة للتوسيع. فضلًا شارك في تحريرها. |

| 30 يوليو 2011 (السبت) | عدل | تاريخ | راقب | تصفح |

| \| 31 يوليو 2011 (الأحد) \| عدل \| تاريخ \| راقب \| تصفح \| |     |       |      |      |
| - الجيش السوري يقتحم مدينة حماة بالدبابات وذلك بعد حصار لها دام شهرًا، وسقوط عدد من القتلى والجرحى. (بي بي سي) - وفاة عشرات الآلاف جراء مجاعة الصومال، وتقرير الأمم المتحدة يكشف أن 3.7 مليون صومالي باتوا بأمّس الحاجة للمساعدة. (الجزيرة) |     |       |      |      |
| 31 يوليو 2011 (الأحد) | عدل | تاريخ | راقب | تصفح |

| 31 يوليو 2011 (الأحد) | عدل | تاريخ | راقب | تصفح |

| أحداث جارية |
| --- |
| - أزمة الدين الحكومي اليوناني - جائحة فيروس كورونا 2019–20 - التدخل العسكري الروسي في أوكرانيا - التدخل العسكري الروسي في سوريا - الحرب الأهلية السورية - الهجوم على شمال غرب سوريا (2024) - الحرب الأهلية السودانية 2023 - عملية طوفان الأقصى - الحرب الفلسطينية الإسرائيلية (الخط الزمني) - صراع حزب الله وإسرائيل (2023–الآن) - - أزمة البحر الأحمر - الهجمات على القواعد الأمريكية في العراق وسوريا 2023 - الأزمة الإنسانية في غزة (2023 – الآن) تفاصيل أكثر النزاعات الجارية أدناه |

| وفيات حديثة |
| --- |
| - 18 مارس: قسطنطين رودريغيز - 18 مارس: عصام الدعاليس - 18 مارس: محمود أبو وطفة - 19 مارس: هيرنان غودوي - 19 مارس: أندريا ديليباشيتش - 19 مارس: كالسترات كوتسوف - 20 مارس: عثمان سيناف - 20 مارس: إدي أدكوك - 20 مارس: رالف مونرو - 20 مارس: إدي جوردان - 20 مارس: بات ميرفي (سياسي) - 20 مارس: نورمان كلارك - 21 مارس: فيرنون هاتون - 21 مارس: جورج فورمان - 22 مارس: بيل ميرسير - 22 مارس: جمال مناد - 23 مارس: خالد الجار الله - 23 مارس: أمين أبو حصيرة - 23 مارس: صلاح البردويل - 24 مارس: حسام شبات |

| نزاعات جارية |
| --- |
| - التدخل العسكري الدولي ضد تنظيم الدولة الإسلامية (داعش) - الكاميرون - الحرب الأهلية الكاميرونية - جمهورية إفريقيا الوسطى - حرب جمهورية إفريقيا الوسطى الأهلية (2012–الآن) - جمهورية الكونغو الديموقراطية - تمرد القوات الديمقراطية المتحالفة - صراع كيفو - الحرب الأهلية الأثيوبية (2018-حاليا) - صراع أمهرة [الإنجليزية] - موزمبيق - التمرد الإسلاموي في موزمبيق - نيجيريا - تمرد بوكو حرام - التمرد الإسلامي في الساحل - تمرد الجهاديين في بوركينا فاسو · حرب مالي - الحرب الأهلية الصومالية - الحرب في الصومال (2009–الآن) - السودان - الحرب الأهلية السودانية 2023 - النزاع في أفغانستان - النزاع بين طالبان والدولة الإسلامية في أفغانستان - صراع بنجشير - الهند - التمرد في جامو وكشمير - العصيان الماوي-الناكسالي - إندونيسيا - أزمة بابوا - الصراع الداخلي في ميانمار - الحرب الأهلية في ميانمار (2021-الحاضر) - باكستان - صراع بلوشستان - عصيان خيبر بختونخوا - الصراع الأهلي في الفلبين - التمرد الشيوعي في الفلبين - الحرب الروسية الأوكرانية - الغزو الروسي لأوكرانيا 2022 - صراع العراق (2003–الآن) - التمرد العراقي (2017–الآن) - صراع إسرائيل وغزة - الحرب الفلسطينية الإسرائيلية 2023 - هجمات الحوثيين على إسرائيل (2023 - 2024) - الحرب الأهلية السورية - التدخل الأجنبي في الحرب الأهلية السورية - تركيا - الولايات المتحدة - اليمن - الحرب الأهلية اليمنية (2014–الآن) - التدخل العسكري في اليمن |

| أيقونة بذرة | هذه بذرة مقالة عن تقويم بحاجة للتوسيع. فضلًا شارك في تحريرها. |

| 28 يوليو 2011 (الخميس) | عدل | تاريخ | راقب | تصفح |

| 30 يوليو 2011 (السبت) | عدل | تاريخ | راقب | تصفح |

| \| 31 يوليو 2011 (الأحد) \| عدل \| تاريخ \| راقب \| تصفح \| |     |       |      |      |
| - الجيش السوري يقتحم مدينة حماة بالدبابات وذلك بعد حصار لها دام شهرًا، وسقوط عدد من القتلى والجرحى. (بي بي سي) - وفاة عشرات الآلاف جراء مجاعة الصومال، وتقرير الأمم المتحدة يكشف أن 3.7 مليون صومالي باتوا بأمّس الحاجة للمساعدة. (الجزيرة) |     |       |      |      |
| 31 يوليو 2011 (الأحد) | عدل | تاريخ | راقب | تصفح |

| 31 يوليو 2011 (الأحد) | عدل | تاريخ | راقب | تصفح |

| أحداث جارية |
| --- |
| - أزمة الدين الحكومي اليوناني - جائحة فيروس كورونا 2019–20 - التدخل العسكري الروسي في أوكرانيا - التدخل العسكري الروسي في سوريا - الحرب الأهلية السورية - الهجوم على شمال غرب سوريا (2024) - الحرب الأهلية السودانية 2023 - عملية طوفان الأقصى - الحرب الفلسطينية الإسرائيلية (الخط الزمني) - صراع حزب الله وإسرائيل (2023–الآن) - - أزمة البحر الأحمر - الهجمات على القواعد الأمريكية في العراق وسوريا 2023 - الأزمة الإنسانية في غزة (2023 – الآن) تفاصيل أكثر النزاعات الجارية أدناه |

| وفيات حديثة |
| --- |
| - 18 مارس: قسطنطين رودريغيز - 18 مارس: عصام الدعاليس - 18 مارس: محمود أبو وطفة - 19 مارس: هيرنان غودوي - 19 مارس: أندريا ديليباشيتش - 19 مارس: كالسترات كوتسوف - 20 مارس: عثمان سيناف - 20 مارس: إدي أدكوك - 20 مارس: رالف مونرو - 20 مارس: إدي جوردان - 20 مارس: بات ميرفي (سياسي) - 20 مارس: نورمان كلارك - 21 مارس: فيرنون هاتون - 21 مارس: جورج فورمان - 22 مارس: بيل ميرسير - 22 مارس: جمال مناد - 23 مارس: خالد الجار الله - 23 مارس: أمين أبو حصيرة - 23 مارس: صلاح البردويل - 24 مارس: حسام شبات |

| نزاعات جارية |
| --- |
| - التدخل العسكري الدولي ضد تنظيم الدولة الإسلامية (داعش) - الكاميرون - الحرب الأهلية الكاميرونية - جمهورية إفريقيا الوسطى - حرب جمهورية إفريقيا الوسطى الأهلية (2012–الآن) - جمهورية الكونغو الديموقراطية - تمرد القوات الديمقراطية المتحالفة - صراع كيفو - الحرب الأهلية الأثيوبية (2018-حاليا) - صراع أمهرة [الإنجليزية] - موزمبيق - التمرد الإسلاموي في موزمبيق - نيجيريا - تمرد بوكو حرام - التمرد الإسلامي في الساحل - تمرد الجهاديين في بوركينا فاسو · حرب مالي - الحرب الأهلية الصومالية - الحرب في الصومال (2009–الآن) - السودان - الحرب الأهلية السودانية 2023 - النزاع في أفغانستان - النزاع بين طالبان والدولة الإسلامية في أفغانستان - صراع بنجشير - الهند - التمرد في جامو وكشمير - العصيان الماوي-الناكسالي - إندونيسيا - أزمة بابوا - الصراع الداخلي في ميانمار - الحرب الأهلية في ميانمار (2021-الحاضر) - باكستان - صراع بلوشستان - عصيان خيبر بختونخوا - الصراع الأهلي في الفلبين - التمرد الشيوعي في الفلبين - الحرب الروسية الأوكرانية - الغزو الروسي لأوكرانيا 2022 - صراع العراق (2003–الآن) - التمرد العراقي (2017–الآن) - صراع إسرائيل وغزة - الحرب الفلسطينية الإسرائيلية 2023 - هجمات الحوثيين على إسرائيل (2023 - 2024) - الحرب الأهلية السورية - التدخل الأجنبي في الحرب الأهلية السورية - تركيا - الولايات المتحدة - اليمن - الحرب الأهلية اليمنية (2014–الآن) - التدخل العسكري في اليمن |

| أيقونة بذرة | هذه بذرة مقالة عن تقويم بحاجة للتوسيع. فضلًا شارك في تحريرها. |

| 30 يوليو 2011 (السبت) | عدل | تاريخ | راقب | تصفح |

| \| 31 يوليو 2011 (الأحد) \| عدل \| تاريخ \| راقب \| تصفح \| |     |       |      |      |
| - الجيش السوري يقتحم مدينة حماة بالدبابات وذلك بعد حصار لها دام شهرًا، وسقوط عدد من القتلى والجرحى. (بي بي سي) - وفاة عشرات الآلاف جراء مجاعة الصومال، وتقرير الأمم المتحدة يكشف أن 3.7 مليون صومالي باتوا بأمّس الحاجة للمساعدة. (الجزيرة) |     |       |      |      |
| 31 يوليو 2011 (الأحد) | عدل | تاريخ | راقب | تصفح |

| 31 يوليو 2011 (الأحد) | عدل | تاريخ | راقب | تصفح |

| أحداث جارية |
| --- |
| - أزمة الدين الحكومي اليوناني - جائحة فيروس كورونا 2019–20 - التدخل العسكري الروسي في أوكرانيا - التدخل العسكري الروسي في سوريا - الحرب الأهلية السورية - الهجوم على شمال غرب سوريا (2024) - الحرب الأهلية السودانية 2023 - عملية طوفان الأقصى - الحرب الفلسطينية الإسرائيلية (الخط الزمني) - صراع حزب الله وإسرائيل (2023–الآن) - - أزمة البحر الأحمر - الهجمات على القواعد الأمريكية في العراق وسوريا 2023 - الأزمة الإنسانية في غزة (2023 – الآن) تفاصيل أكثر النزاعات الجارية أدناه |

| وفيات حديثة |
| --- |
| - 18 مارس: قسطنطين رودريغيز - 18 مارس: عصام الدعاليس - 18 مارس: محمود أبو وطفة - 19 مارس: هيرنان غودوي - 19 مارس: أندريا ديليباشيتش - 19 مارس: كالسترات كوتسوف - 20 مارس: عثمان سيناف - 20 مارس: إدي أدكوك - 20 مارس: رالف مونرو - 20 مارس: إدي جوردان - 20 مارس: بات ميرفي (سياسي) - 20 مارس: نورمان كلارك - 21 مارس: فيرنون هاتون - 21 مارس: جورج فورمان - 22 مارس: بيل ميرسير - 22 مارس: جمال مناد - 23 مارس: خالد الجار الله - 23 مارس: أمين أبو حصيرة - 23 مارس: صلاح البردويل - 24 مارس: حسام شبات |

| نزاعات جارية |
| --- |
| - التدخل العسكري الدولي ضد تنظيم الدولة الإسلامية (داعش) - الكاميرون - الحرب الأهلية الكاميرونية - جمهورية إفريقيا الوسطى - حرب جمهورية إفريقيا الوسطى الأهلية (2012–الآن) - جمهورية الكونغو الديموقراطية - تمرد القوات الديمقراطية المتحالفة - صراع كيفو - الحرب الأهلية الأثيوبية (2018-حاليا) - صراع أمهرة [الإنجليزية] - موزمبيق - التمرد الإسلاموي في موزمبيق - نيجيريا - تمرد بوكو حرام - التمرد الإسلامي في الساحل - تمرد الجهاديين في بوركينا فاسو · حرب مالي - الحرب الأهلية الصومالية - الحرب في الصومال (2009–الآن) - السودان - الحرب الأهلية السودانية 2023 - النزاع في أفغانستان - النزاع بين طالبان والدولة الإسلامية في أفغانستان - صراع بنجشير - الهند - التمرد في جامو وكشمير - العصيان الماوي-الناكسالي - إندونيسيا - أزمة بابوا - الصراع الداخلي في ميانمار - الحرب الأهلية في ميانمار (2021-الحاضر) - باكستان - صراع بلوشستان - عصيان خيبر بختونخوا - الصراع الأهلي في الفلبين - التمرد الشيوعي في الفلبين - الحرب الروسية الأوكرانية - الغزو الروسي لأوكرانيا 2022 - صراع العراق (2003–الآن) - التمرد العراقي (2017–الآن) - صراع إسرائيل وغزة - الحرب الفلسطينية الإسرائيلية 2023 - هجمات الحوثيين على إسرائيل (2023 - 2024) - الحرب الأهلية السورية - التدخل الأجنبي في الحرب الأهلية السورية - تركيا - الولايات المتحدة - اليمن - الحرب الأهلية اليمنية (2014–الآن) - التدخل العسكري في اليمن |

| أيقونة بذرة | هذه بذرة مقالة عن تقويم بحاجة للتوسيع. فضلًا شارك في تحريرها. |